# Mohamed Tomescu
Mohamed Tomescu este un film românesc din 2014 regizat de Olesya Bortnyak. Rolurile principale au fost interpretate de actorii Mohamed Tomescu.

## Distribuție
Distribuția filmului este alcătuită din:
- Mohamed Tomescu